# Квасников, Леонид Романович
Леони́д Рома́нович Квасников (2 июня 1905, Узловая, Тульская губерния, Российская империя — 15 октября 1993, Москва, Россия) — начальник отделения научно-технической разведки, один из инициаторов начала работы внешней разведки по атомной тематике. Герой Российской Федерации (1996), полковник (1949).

## Биография
Родился в Тульской губернии (станция Узловая), в семье рабочего-железнодорожника. Русский. Окончил школу-семилетку в Пензе. С 1922 года работал чернорабочим и чертёжником на строительстве железнодорожного моста Сызранско-Вяземской железной дороги в Пензе. В 1926 году окончил профтехучилище Народного комиссариата путей сообщения, работал сначала помощником машиниста, а затем машинистом паровоза.
В 1929 году поступил в МХТИ им. Д. И. Менделеева на механический факультет. Как и все студенты-механики, в 1933 году был переведён во вновь созданный Московский институт химического машиностроения.
 В 1934 году закончил Московский институт химического машиностроения. После окончания с 1934 года работал инженером на химическом заводе в городе Дзержинске. В 1935 году зачислен в аспирантуру Московского института химического машиностроения.
В сентябре 1938 года был мобилизован на службу в органах государственной безопасности. Начал службу в должности старшего оперуполномоченного 10-го отделения (американского) 5-го (иностранного) отдела ГУГБ НКВД СССР, с 1939 года — старший оперуполномоченный, заместитель начальника, а с 1 мая 1940 года — начальник 16-го отделения (научно-техническая разведка) 5-го отдела ГУГБ НКВД СССР. Работал под прикрытием на территории оккупированной Польши. Затем: начальник 4-го отделения 3-го отдела 1-го Управления НКГБ СССР (с марта по август 1941); начальник 4-го отделения 5-го отдела 1-го Управления НКВД СССР (с августа по ноябрь 1941); начальник 3-го отделения 3-го отдела 1-го Управления НКВД СССР (с ноября по январь 1943).
Являлся одним из инициаторов начала работы внешней разведки по атомной тематике. Вот что писал Л. Р. Квасников о состоянии советской разведки в предвоенные годы: "Перед войной разведка была полностью ликвидирована: было много арестов, разгром полный. После моего оформления в отделе научно-технической разведки я обнаружил трех человек. Все новички. А во всех странах в начале войны наших людей было не более 5-6 человек". (http://elib.biblioatom.ru/text/kruglov_shtab-atomproma_1998/go,84/ Архивная копия от 22 октября 2021 на Wayback Machine)
В 1943 году направлен в Нью-Йорк в качестве заместителя резидента по научно-технической разведке. Руководил сбором данных об американском атомном проекте. Во время его работы в Нью-Йорке были получены важнейшие материалы по использованию атомной энергии в военных целях, а также информация и образцы техники по вопросам авиации, химии, медицины.

Качество и объём полученной нами информации от источников в Великобритании, Канаде и США были крайне важны для организации и развития советской атомной программы. Подробные доклады об устройстве и эксплуатации первых атомных реакторов и газовых центрифуг, по специфике изготовления урановой и плутониевой бомб сыграли важнейшую роль в становлении и ускорении работы наших атомщиков, потому что целого ряда вопросов они просто не знали.
Это, в первую очередь, касается конструкции системы фокусирующих взрывных линз, размеров критической массы урана и плутония, сформулированного Клаусом Фуксом принципа имплозии, устройства детонационной системы, времени и последовательности операций при сборке самой бомбы и способа приведения в действие её инициатора… Атомная бомба в СССР была создана за 4 года. Если бы не разведчики, этот срок был бы в два раза больше ….

… Сегодня, однако, достоверно известно, что первая советская атомная бомба (РДС-1) была до мельчайших деталей скопирована с американской плутониевой, сброшенной на Нагасаки … — Павел Судоплатов. Спецоперации. Лубянка и Кремль 1930—1950 годы
В ноябре 1945 года срочно отозван из США в связи с предательством шифровальщика резидентуры НКГБ в Оттаве И. Гузенко.
По возвращении в Москву был в резерве назначения 1-го Управления НКГБ СССР (с декабря 1945 по февраль 1946). Потом до своего увольнения служил в научно-технической разведке, курировал создание советской атомной бомбы. Последовательно занимал должности: заместитель начальника 11-го отдела 1-го Управления НКГБ-МГБ СССР (с 27 июня 1946 года — отдела «1-Е» ПГУ МГБ СССР) (с февраля 1946 по июль 1947); начальник 4-го отдела 5-го Управления КИ при МИД СССР (с июля 1947 по сентябрь 1950); начальник 2-го отдела КИ при МИД СССР (с сентября 1950 по декабрь 1951); и. о. начальника 4-го отдела ПГУ МГБ СССР (с января по апрель 1952); начальник 4-го отдела ПГУ МГБ СССР (с апреля 1952 по март 1953); начальник 11-го отдела ВГУ МВД СССР (с марта по май 1953); заместитель начальника 6-го отдела ВГУ МВД СССР (с мая 1953 по март 1954); начальник 10-го отдела ПГУ КГБ при СМ СССР (с июля 1954 по август 1963); старший консультант Группы консультантов при начальнике ПГУ КГБ при СМ СССР (с августа 1963 по декабрь 1966).
В отставке с декабря 1966 года.
После ухода на пенсию работал в ВНИИ межотраслевой информации
29 июля 1985 года в честь его 80-летия и в знак признательности за его заслуги Верховный Совет наградил его Орден Красной Звезды
Умер 15 октября 1993 года. Кремирован. Урна с прахом находится в колумбарии на Ваганьковском кладбище.
Через три года после смерти удостоен звания Героя Российской Федерации.

## Награды
- Герой Российской Федерации (15 июня 1996 года, присвоено Указом Президента России за успешное выполнение специальных заданий по обеспечению государственной безопасности в условиях, сопряженных с риском для жизни, проявленные при этом героизм и мужество посмертно[5],
- Орден Ленина (29 октября 1949 г. за организацию работ по созданию первой советской атомной бомбы),
- Орден Отечественной войны II степени (11 марта 1985 г.),
- два ордена Трудового Красного Знамени (в т.ч. 26 июня 1959 г.),
- три ордена Красной Звезды (5 ноября 1944 г., 25 июня 1954 г., 29 июля 1985 г.),
- Медали СССР,
- Медали РФ,
- «Заслуженный работник НКВД» (19 декабря 1942 г.),
- «Почётный сотрудник госбезопасности» (18 декабря 1957 г.),
- «Почётный сотрудник внешней разведки».

## Звания
- Лейтенант государственной безопасности;
- Старший лейтенант государственной безопасности (28 апреля 1941 г.);
- Майор государственной безопасности (11 февраля 1943 г.);
- Подполковник государственной безопасности (4 октября 1944 г.);
- Подполковник (июль 1945 г.);
- Полковник (1949 г.).

## Память
- В городе Туле (ул. Путейская, 16) в 2013 году установлена мемориальная доска.
- В городе Узловая Тульской области именем Л. Р. Квасникова названа школа, в которой он учился, на здании школы установлена мемориальная доска.
- В краеведческим музее города Узловая есть раздел, посвящённый Леониду Квасникову.
- В 2016 году на экраны вышел документальный фильм «Фундаментальная разведка. Леонид Квасников», посвящённый жизни и деятельности Квасникова.
- В 2021 году в городе Узловая создан сквер Разведчиков, в котором установлен бюст Л.Р. Квасникова, а также другой легендарной разведчицы, родившиейся в Узловой - Зое Воскресенской (Рыбкиной).